# John J. Loud
John Jacob Loud (né le 2 novembre 1844 et mort le 10 août 1916) est un inventeur américain connu pour avoir conçu le premier stylo à bille.
Formé comme avocat au Harvard College, John Loud travaille à l'Union National Bank à Weymouth  comme caissier. Il est également actif dans sa communauté en tant que membre de son église, administrateur de nombreuses organisations locales et membre de sociétés historiques locales. Loud invente et obtient un brevet pour ce qui est considéré comme le premier stylo à bille en 1888, mais son invention n'a pas été commercialisée et le brevet a fini par expirer. Le stylo à bille moderne sera breveté plus tard, en 1938, par László Biró, 22 ans après la mort de Loud.

## Jeunesse et début de carrière
John Loud naît à Weymouth  en 1844, de John White Loud et Sarah Humphrey Blanchard,. Il fait ses études à Weymouth, est diplômé de la Weymouth High School, puis fréquente Harvard College, obtenant un diplôme de droit dans la promotion de 1866. Nommé au barreau du comté de Suffolk le 2 février 1872, il approfondit ensuite ses études de droit dans le cabinet Jewell, Gaston & Field, mais choisit ensuite de rejoindre son père dans la profession bancaire. En 1871, il rejoint son père en travaillant pour l'Union National Bank en tant que caissier adjoint. À la mort de son père en 1874, John Loud assume son poste de caissier et reste à ce poste jusqu'à sa démission en 1895 pour des raisons de santé,.

## Inventions

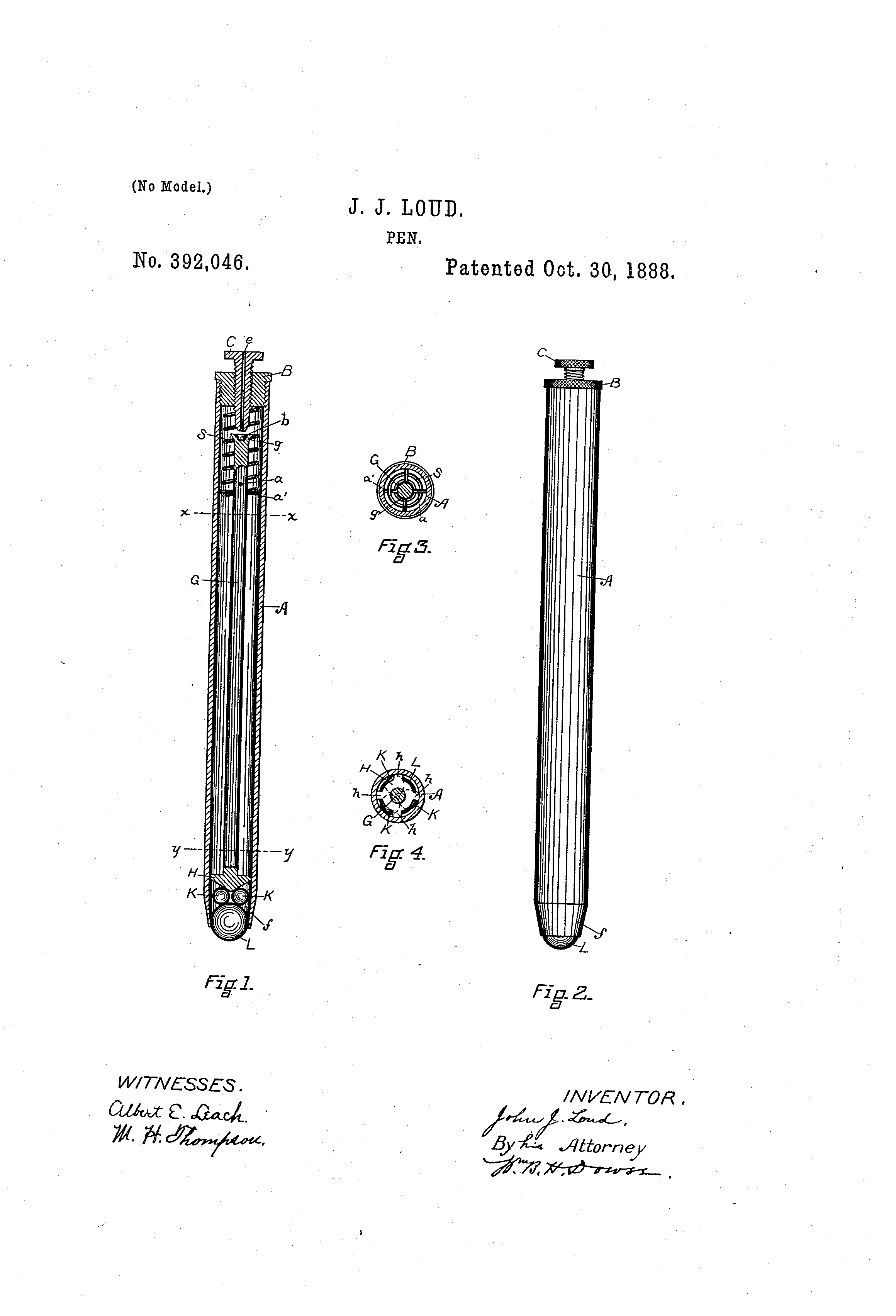
Le brevet du stylo à bille de Loud, 1888

Très intéressé par les inventions, John Loud obtient le 30 octobre 1888 le premier brevet (US #392046) pour un stylo à bille,, lorsqu'il tente de fabriquer un instrument d'écriture capable d'écrire sur des produits en cuir, ce que ne pouvaient pas faire les stylos plume alors courants. Le stylo de Loud comporte une petite bille d'acier rotative, maintenue en place par une douille. Dans le brevet, il note :
« Mon invention consiste en un réservoir ou stylo-plume amélioré, particulièrement utile, entre autres, pour marquer sur des surfaces rugueuses telles que le bois, le papier d'emballage grossier et d'autres articles où un stylo ordinaire ne pourrait pas être utilisé. ». Bien que son invention puisse être utilisée pour marquer des surfaces rugueuses comme le cuir, comme il l'avait initialement prévu, elle s'est avérée trop grossière pour l'écriture de lettres. Sans viabilité commerciale, son potentiel est resté inexploité et le brevet est finalement tombé en désuétude.

## Vie personnelle, décès
Résidant à Weymouth, John Loud est membre de l'Union Congregational Church. Il est un généalogiste actif et un membre actif de la Maine Genealogical Society, de la New Hampshire Genealogical Society, de la New England Historic Genealogical Society, et de la Weymouth Historical Society (dont il est un membre fondateur). Il est un descendant de Francis Loud, originaire de Ipswich , et des passagers du Mayflower William Brewster (passager du Mayflower) et John Alden. John Loud était également administrateur des banques d'épargne de Weymouth, de la bibliothèque de Tufts et de la Derby Academy (Hingham) et chef de la chorale de l'Union Religious Society à Weymouth et à Braintree  Orateur remarqué, il prend la parole lors de nombreux événements locaux, notamment pour prononcer un discours lors de la construction du premier navire de guerre au chantier naval Fore River de Quincy en 1900. Il écrivait également de la poésie et des chansons à ses heures perdues. L'une de ses sœurs, Annie Frances Loud, est une compositrice de "musique sacrée" connue localement.
Il est marié à Emily Keith Vickery du 7 novembre 1872 jusqu'à son décès en novembre 1911 Le couple a eu huit enfants. Il est mort à son domicile de Weymouth le 10 août 1916, et est enterré au Village Cemetery à Weymouth.